# Ceriagrion batjanum
Ceriagrion batjanum är en trollsländeart som beskrevs av Syoziro Asahina 1967. Ceriagrion batjanum ingår i släktet Ceriagrion och familjen dammflicksländor. Inga underarter finns listade i Catalogue of Life.